# Canton de Lombez
Le canton de Lombez est une ancienne division administrative française située dans le département du Gers et la région Midi-Pyrénées.

## Géographie
Ce canton était organisé autour de Lombez dans l'arrondissement d'Auch. Son altitude variait de 162 m (Lombez) à 346 m (Montpézat) pour une altitude moyenne de 234 m.

## Composition
Le canton de Lombez regroupait vingt-cinq communes et comptait 5 800 habitants (population municipale) au 1er janvier 2012.
| Communes               | Population (2012) | Code postal | Code Insee |
| ---------------------- | ----------------- | ----------- | ---------- |
| Betcave-Aguin          | 80                | 32420       | 32048      |
| Cadeillan              | 72                | 32220       | 32069      |
| Espaon                 | 146               | 32220       | 32124      |
| Garravet               | 121               | 32220       | 32138      |
| Gaujac                 | 37                | 32220       | 32140      |
| Gaujan                 | 107               | 32420       | 32141      |
| Laymont                | 216               | 32220       | 32206      |
| Lombez                 | 1 401             | 32220       | 32213      |
| Meilhan                | 80                | 32420       | 32250      |
| Mongausy               | 64                | 32220       | 32270      |
| Montadet               | 72                | 32220       | 32276      |
| Montamat               | 92                | 32220       | 32277      |
| Montégut-Savès         | 68                | 32220       | 32284      |
| Montpézat              | 194               | 32220       | 32289      |
| Pellefigue             | 102               | 32420       | 32309      |
| Puylausic              | 158               | 32220       | 32336      |
| Sabaillan              | 153               | 32420       | 32353      |
| Saint-Élix             | 122               | 32450       | 32374      |
| Saint-Lizier-du-Planté | 112               | 32220       | 32386      |
| Saint-Loube            | 62                | 32220       | 32387      |
| Sauveterre             | 229               | 32220       | 32418      |
| Sauvimont              | 39                | 32220       | 32420      |
| Simorre                | 698               | 32420       | 32433      |
| Tournan                | 178               | 32420       | 32451      |
| Villefranche           | 138               | 32420       | 32465      |

## Administration

### Conseillers généraux de 1833 à 2015
| Période | Période           | Identité                                                      | Étiquette                      | Qualité |
| ------- | ----------------- | ------------------------------------------------------------- | ------------------------------ | --- |
| 1833    | 1841 (décès)      | François Henri Joseph Troy                                    | Majorité ministérielle         | Juge d'instruction à Lombez Député (1835-1839) |
| 1842    | 1848              | Jean Loubon (1797-1882)                                       |                                | Propriétaire, maire de Gaujac, conseiller d'arrondissement |
| 1848    | 1849              | M. Campagnolle ainé                                           | Parti de l'ordre               | Ancien Sous-Préfet, nommé à Nérac en 1849 |
| 1849    | 1855 (décès)      | Jacques Philippe Bécanne (1807-1855)                          | Légitimiste                    | Avocat, propriétaire à Lombez |
| 1856    | 1864 (décès)      | Marquis Barthélemy Dominique Jacques de Castelbajac           | Majorité dynastique            | Lieutenant-général, écuyer de l'Empereur Napoléon III Sénateur (1856-1864) Président du Conseil Général (1858) Propriétaire du château de Caumont à Cazaux-Savès Ancien conseiller général du Canton de Samatan |
| 1864    | 1867              | Marquis Gaston de Castelbajac (fils du précédent) (1833-1921) | Majorité dynastique            | Écuyer de l'Impératrice Eugénie Propriétaire du château de Caumont à Cazaux-Savès Elu en 1867 dans le Canton de Samatan                                                                                         |
| 1867    | 1871              | Jean-François Gaudens Fauré                                   | Bonapartiste                   | Juge de paix à Lombez Ancien conseiller général du Canton de Samatan |
| 1871    | 1893 (démission)  | Justin Fauré                                                  | Appel au peuple (Bonapartiste) | Avocat puis magistrat Député (1876-1893) |
| 1893    | 1907              | André Rotis                                                   | Rad.                           | Avoué à Lombez |
| 1907    | 1939 (décès)      | Isidore Tournan                                               | Rad.                           | Fonctionnaire Député (1910-1919) Sénateur (1924-1939) |
| 1939    | 1940              | siège vacant                                                  |                                | |
|         |                   |                                                               |                                | |
| 1943    | 1945              | Paul Martin (1880-1977)                                       |                                | Ancien colonel d'artillerie Président de la délégation spéciale de Lombez Nommé conseiller départemental en 1943                                                                                                |
|         |                   |                                                               |                                | |
| 1945    | 1949              | Henri Tournan (fils d'Isidore Tournan)                        | Rad. puis SFIO                 | Administrateur civil au ministère des Finances Maire de Montadet (1947-?) |
| 1949    | 1952 (annulation) | Henri Maymat                                                  | Rad.-RPF                       | Président directeur de la coopérative de meunerie boulangerie Maire de Lombez (1945-1952) |
| 1952    | 1961              | Louis Darnaud                                                 | Rad.                           | Maire de Montamat (1925-1965), ancien conseiller d'arrondissement |
| 1961    | 1973              | Paul Vignaux                                                  | SFIO puis PS                   | Inspecteur des sports en retraite Député (1962-1973) Maire de Lombez (1959-1977) |
| 1973    | 1985              | Henri Tournan                                                 | PS                             | Contrôleur d'Etat Maire de Montadet Sénateur (1962-1980) |
| 1985    | 2004              | Jean-Jacques Lassave                                          | PS                             | Agriculteur, député-suppléant de Jean Laborde Maire de Lombez (1977-2008) |
| 2004    | 2011              | Jean Loubon                                                   | PRG                            | Agent immobilier Maire de Lombez (2008-2014) |
| 2011    | 2015              | Guy Larée                                                     | DVD                            | Retraité de la Fonction publique Maire de Montpézat |

### Conseillers d'arrondissement (de 1833 à 1940)
Le canton de Lombez avait trois conseillers d'arrondissement.
Il appartenait à l'arrondissement de Lombez jusqu'à sa disparition en 1926.
| Période                                  | Période | Identité                             | Étiquette   | Qualité |
| ---------------------------------------- | ------- | ------------------------------------ | ----------- | --- |
| 1833                                     | 1842    | Jean Loubon (1797-1880)              |             | Propriétaire, maire de Gaujac                                                                               |
| 1833                                     | 1848    | Germain Antoine Saint-Martin         |             | Notaire à Simorre                                                                                           |
| 1833                                     | 1842    | Jacques François Vignola (1772-1868) |             | Pharmacien, adjoinr au maire de Lombez                                                                      |
| 1842                                     | 1848    | M. de Gauran                         |             | |
| 1842                                     | 1848    | M. Puntous                           |             | |
|                                          |         |                                      |             | |
| 1892                                     |         | Basile Dubech                        | Républicain | Maire d'Espaon                                                                                              |
| av.1904                                  |         | Célestin-Guillaume Ducassé           | Républicain | Vétérinaire, maire de Simorre                                                                               |
| av.1904                                  |         | Alexandre Delas                      | Républicain | Maire de Sauveterre                                                                                         |
|                                          |         |                                      |             | |
|                                          | 1940    | Augustin Galy                        | Radical     | Agriculteur à Montpézat                                                                                     |
|                                          | 1940    | Louis Saint-Martin                   | Radical     | Directeur d'école en retraite, Simorre                                                                      |
| 1928                                     | 1940    | Louis Darnaud                        | Radical     | Maire de Montamat                                                                                           |
| 1940                                     |         |                                      |             | Les conseils d'arrondissement ont été suspendus par la loi du 12 octobre 1940 et n'ont jamais été réactivés |
| Les données manquantes sont à compléter. |         |                                      |             | |

## Démographie
| 1962  | 1968  | 1975  | 1982  | 1990  | 1999  | 2006  | 2011  | 2012  |
| ----- | ----- | ----- | ----- | ----- | ----- | ----- | ----- | ----- |
| 6 073 | 5 858 | 5 280 | 4 977 | 4 809 | 4 741 | 5 382 | 5 742 | 5 800 |